# SREホールディングス
SREホールディングス株式会社（エスアールイーホールディングス、SRE Holdings Corporation）は、AIクラウド＆コンサルティング事業、ライフ＆プロパティソリューション事業を展開する東証プライム上場企業であり、ソニーグループ株式会社のグループ会社。
2014年の創業以来、売買仲介において売却と購入の担当者を完全に分けることで顧客満足度の最大化を図る「エージェント制」を展開。その後、不動産プラットフォーム「おうちダイレクト」を開始し、リアルビジネス（実業）である不動産事業をはじめ、金融やIT/ヘルスケア領域を自ら手掛けることでその知見・データを蓄積し、同業他社の顧客に対して実務有用性の高いAIソリューション・ツールを提供するユニークなビジネスモデルを展開している。現在はAIなどの先進的テクノロジーを活用したソリューションを提供するAIクラウド＆コンサルティング事業と、顧客に対する確かな価値提供とテクノロジーの積極活用を両立するライフ＆プロパティソリューション事業の2つが事業の柱となっている。2019年6月1日にソニー不動産株式会社からSREホールディングス株式会社へ社名変更。また、2019年12月19日に東証マザーズに上場し、2020年12月23日には東証一部に市場変更した。2021年6月7日には経済産業省と東京証券取引所より「DX銘柄2021」「DXグランプリ2021」に選定された。会社のミッション・スローガンは「今の先鋭が10年後の当たり前を造る A DECADE AHEAD」。

## 概要
ソニーグループの新規事業創出の取り組みの第一弾として2014年4月に設立され、2014年8月よりテクノロジーを活用したスマートな不動産業を開始した。2015年7月にヤフー（現Zホールディングス株式会社）と中古住宅流通での業務提携を発表する一方で、2015年10月にAIを活用した不動産価格推定エンジンを開発した。2018年10月には子会社「SRE AI Partners」を設立し、以降はリアルビジネス（実業）の知見を活かしたクラウドツールを外販している。
現在、「今の先鋭が10年後の当たり前を造る A DECADE AHEAD」をミッションに掲げ、大きく２つの事業を展開。１つ目の事業は、不動産事業をはじめ、金融やIT/ヘルスケア領域まで様々な業界のDXに向けて、機械学習等の先進的テクノロジーを活用したモジュールをベースに、パッケージ型クラウドツールやテーラーメイド型アルゴリズムを提供する「AI クラウド＆コンサルティング」事業。２つ目の事業は、お客様への確かな価値提供とテクノロジーの積極活用の両立を目指すアセットマネジメント、売買仲介コンサルティング、デベロップメント／インベストメント事業を展開する「ライフ＆プロパティソリューション」事業。
リアルビジネス（実業）として不動産をはじめ金融やIT/ヘルスケア領域を手掛けることで、顧客・業界のニーズや改善余地を自ら把握し、実務有用性の高い AI クラウドツール等の提供につなげている。この「リアルビジネスを内包したテックプロバイダー」という独自の顧客価値提供の追求により、様々な業界のDXや事業拡大に貢献する、ユニークなビジネスモデルを構築している。

## AIクラウド＆コンサルティング事業
SREホールディングスのAIに対する取り組みは、2015年10月に業界最高水準の精度を実現した「不動産価格推定エンジン」を開発し、同社のリアルビジネスである不動産事業の業務に適用したことから始まった。その後も不動産事業に対してAI・ITの導入を進める一方で、このテック化の過程で業務推進・効率化ツールが生まれ、同社自身がユーザーとして使い勝手をフィードバックすることで実務有用性が磨き込まれ、不動産業を手掛ける同業他社や金融機関などに提供されるようになった。
現在は、ディープラーニング技術を核とするパッケージ化されたAIを用いたクラウドサービスを月額課金型で提供する「クラウドソリューション」と幅広い業界におけるマーケティング活動や営業活動といった顧客企業の様々な経営課題に対して、将来予測分析ツールを用いた解決策もしくはシステムの提供又は共同ビジネス開発を行う「アナリティクス＆トランスフォーム」を展開している。

### クラウドソリューション
不動産仲介事業者や金融機関向けにパッケージ化した業務支援型のAIクラウドツールを外販し、毎月固定収益を上げるストック型ビジネスとして展開。不動産仲介の業務プロセス全体をカバーするサービスラインナップを提供している。
- AIが不動産の取引価格を自動査定する「SRE AI査定 CLOUD/API」
- 不動産の売主が複数仲介事業者への査定依頼を行うのと同時に、即座にAIによる不動産査定価格を確認可能にする「SRE マーケティング CLOUD」
- 売買契約書や重要事項説明書の作成をスマート化する「SRE 契約重説 CLOUD」

### アナリティクス＆トランスフォーム
金融や電力など様々な業界向けに、企業の課題や予算等に応じたテーラーメイドアルゴリズムの開発と提供を行っており、PoCやシステム開発に応じたフロー収入および保守運用等によるストック収入を組み合わせたビジネスとして展開。本サービスは、不動産業界に限らず全業界を対象にしており、大手証券会社向けの証券商品レコメンドや優良顧客ターゲティング、電力小売事業者に業務支援ツールを提供するプラットフォーマ―向けの消費電力の需給予測、金融機関向けのローン審査AI、旅行業界向けの自動プライシングなど、様々な業界や業態において実績を有している。

## ライフ＆プロパティソリューション事業
当社テクノロジーを活用した不動産投資運用、売買仲介ビジネス等を提供するアセットマネジメント＆コンサルティング、IoT技術やESG対応を施したマンション/オフィス/ショッピングセンター/ホテル/シニア関連施設等の開発・投資及び投資家向けの販売を行うスマートプロパティを展開。売買仲介ビジネスでは、不動産の売買において売主と買主それぞれに異なるエージェントが担当することで顧客利益を追求する仲介業務を特長としており、同時に生産性を向上させるために様々なスマート化ツールを導入・活用している。

## 経営陣
- 西山 和良 - 代表取締役 社長 兼 CEO
- 久々湊 暁夫 - 取締役
- 原田 潤 - 取締役※ (監査等委員)
- 太田 彩子 - 取締役※ (監査等委員)
- 琴坂 将広 - 取締役※ (監査等委員)

　※社外取締役